# Zagłębienia twarzowe
Zagłębienia twarzowe (łac. foveae faciales) – struktury na twarzy niektórych owadów błonkoskrzydłych z nadrodziny pszczół.
Zagłębienia te leżą po bokach twarzy, na powierzchniach paraokularnych, w całości lub w większej części powyżej poziomu nasad czułków. Niekiedy wychodzą poza ściśle rozumianą twarz, zachodząc na część ciemienia pomiędzy przyoczkami a oczami złożonymi. Są lepiej rozwinięte u samic niż u samców. Zwykle ubarwione są czarno, wskutek czego szczególnie dobrze widoczne są u gatunków o jasnym tle twarzy. Kształt ich może być różny: od punktowatego przez postać wąskiego, nagiego rowka po szerokie, nieznaczne i czasem delikatnie owłosione obniżenie powierzchni twarzy. 
Dawniej przypuszczano, że zagłębienia te mogą pełnić funkcję zmysłową. Badania anatomiczne wykazały jednak, że epiderma pod oskórkiem zagłębień zawiera komórki wydzielnicze, stąd współcześnie przypuszcza się, że służą one jako powierzchnia ewaporacyjna dla substancji o niepoznanych jeszcze składzie i funkcji.
U wielu pszczół nie mających zagłębień twarzowych, można znaleźć w ich miejscu, przypuszczalnie homologiczne rejony oskórka o innych od reszty twarzy strukturze i ubarwieniu.